# Avdella (Westmakedonien)
Avdella (griechisch Αβδέλλα (f. sg.)) ist ein Dorf der Gemeinde Grevena in der griechischen Region Westmakedonien. Es bildet den gleichnamigen Gemeindebezirk.

## Lage
Der Gemeindebezirk Avdella liegt im Westen der griechischen Region Westmakedonien an der Grenze zur Region Epirus. Angrenzende Gemeindebezirke sind im Norden Smixi und Filippei, im Westen Theodoros Ziakas und im Süden Perivoli.

## Verwaltungsgliederung
Die Landgemeinde Avdella existierte von 1918 bis zur Verwaltungsreform 2010. Zunächst als Avdela bezeichnet, erfolgte 1928 die Umbenennung. 1964 gelangte Avdella von der Präfektur Kozani zur neu gegründeten Präfektur Grevena. Seit der Verwaltungsreform 2010 bildet Avdella einen von 13 Gemeindebezirken der Gemeinde Grevena.
Einwohnerentwicklung von Avdella
| 1913 | 1920 | 1928 | 1940 | 1951 | 1961 | 1971 | 1981 | 1991 | 2001 | 2011 |
| ---- | ---- | ---- | ---- | ---- | ---- | ---- | ---- | ---- | ---- | ---- |
| 1846 | 12   | 86   | 424  | 6    | 2    | 4    | 360  | 130  | 448  | 280  |